# Decca Records
Decca – przedsiębiorstwo fonograficzne, które założone zostało w 1929 roku w Wielkiej Brytanii przez Edwarda Lewisa. Po wchłonięciu kilku mniejszych producentów stało się drugą co do wielkości, po EMI, brytyjską wytwórnią płytową. Pod koniec 1934 roku w Stanach Zjednoczonych powstała jej filia.
Była znana jako firma, która jako pierwsza wypuściła płytę długogrającą. Od początku nagrywała muzykę popularną, a po 1946, kiedy producentem nagrań z muzyką poważną został John Culshaw, stała się znaczącą marką na tym rynku. Rejestracja Pierścienia Nibelunga Richarda Wagnera pod kierunkiem Georga Soltiego z lat 1958–1966 odniosła wielki sukces artystyczny i komercyjny. Wśród artystów współpracujących z Deccą byli między innymi: Bing Crosby (długoterminowy kontrakt od 1934 do 1955 roku – 21 lat), Herbert von Karajan, Joan Sutherland, Ida Haendel, Aurora, Ricky Nelson oraz Luciano Pavarotti.

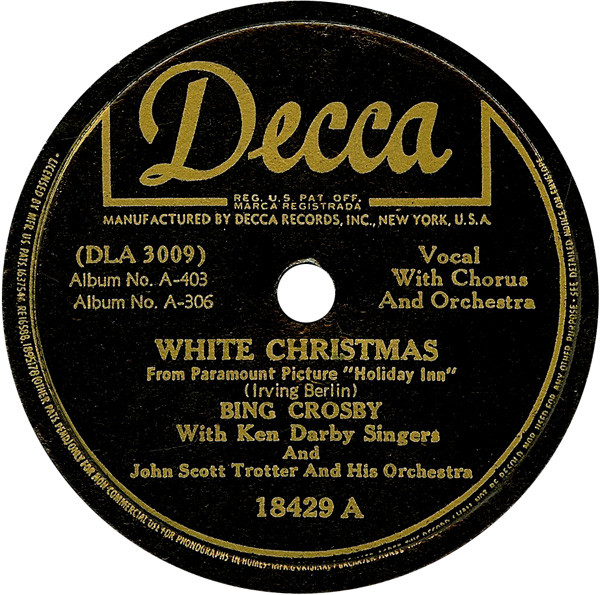
Zdjęcie wydanej przez Decca Records płyty Binga Crosby’ego „White Christmas”

W 1962 roku Decca odrzuciła po przesłuchaniach taśmy początkującej grupy The Beatles. Do dzisiaj uważane jest to za największą pomyłkę w historii przemysłu fonograficznego.
W latach 70. XX wieku nastąpił upadek firmy, a w 1980 roku została przejęta przez PolyGram. Gdy w 1998 roku Universal Music Group kupiło PolyGram, nabyło również pełnię praw do nazwy Decca, a wraz z Deutsche Grammophon, rok później, utworzyło Decca Music Group.
Obecnie, Decca Records jest jedną z czołowych marek w promocji i dystrybucji muzyki klasycznej. Utwory współpracujących z nią artystów są rozprowadzane przez Decca Music Group (w Wielkiej Brytanii), w USA odpowiada za to Verve Music Group, której podlega również Decca Gold, zaś reszta świata podlega bezpośrednio pod Universal Music Group. Ponadto, mniejsze gałęzie Decca Records zajmują się również innymi gatunkami muzyki, takimi jak jazz, czy pop.